# Ephedra alata
Ephedra alata là một loài thực vật hạt trần trong họ Ephedraceae. Loài này được Decne. mô tả khoa học đầu tiên năm 1824.